# Уряд більшості
Уряд більшості — уряд, сформований правлячою партією, що має абсолютну більшість місць у парламенті. Це протилежність до уряду меншості, де навіть найбільша партія виграє лише відносну більшість місць у парламенті і таким чином повинна постійно домовлятися з іншими партіями про підтримку, щоб приймати законодавство і уникнути вотуму недовіри.
Термін "уряд більшості" також може означати стабільну коаліцію двох або більше політичних партій, що формують абсолютну більшість. Один з прикладів такої коаліції є в Австралії, де Ліберальна та Національна партії йдуть на вибори як виборчий блок десятиліттями.